# メルリーノ
メルリーノ（伊: Merlino）は、イタリア共和国ロンバルディア州ローディ県にある、人口約1,700人の基礎自治体（コムーネ）。

## 地理

### 位置・広がり

#### 隣接コムーネ
隣接するコムーネは以下の通り。括弧内のCRはミラノ県、MIはクレモナ県所属を示す。
- リヴォルタ・ダッダ (CR)
- セッターラ (MI)
- コマッツォ
- パウッロ (MI)
- ゼーロ・ブオン・ペルシコ
- スピーノ・ダッダ (CR)

### 地勢・地形
- 河川：アッダ川

### 気候分類・地震分類
気候分類では、zona E, 2557 GGに分類される。
また、イタリアの地震リスク階級 (it) では、zona 3 (sismicità bassa) に分類される。